# Xylaria jaliscoensis
Xylaria jaliscoensis är en svampart som beskrevs av F. San Martín, J.D. Rogers & Y.M. Ju 2002. Xylaria jaliscoensis ingår i släktet Xylaria och familjen kolkärnsvampar.   Inga underarter finns listade i Catalogue of Life.